# 生 -say-
『生 -say-』（セイ）は、日本の歌手・misonoが2008年7月16日にavex traxから発売した2枚目のオリジナルアルバムである。

## 内容
前作『never+land』から約1年5か月ぶりのオリジナルアルバム。当初は同年2月27日に発売される予定であったが、諸事情により延期された。
今作では14曲目を除いた全曲に共同プロデューサーを招いて制作された。タイトルは生き様をテーマに、「ただ一生懸命に生きる」「生まれてきたことの意味を大切にしたい」といった意味が込められている。また、ジャケットはタイトルに因み生まれたままの姿としてヌードで撮影された。
ジャケットの異なるCD+DVD規格とCD規格の2形態で発売され、DVDには「挫折地点」「十人十色」「夢幻期限」「二人三脚」の別バージョンによるビデオクリップが収録された。なお、当初は密着ドキュメンタリーが収録される予定だったが見送られた。

## 収録曲
| #         | タイトル                                           | 作詞               | 作曲      | 編曲                      | ストリングスアレンジ | 時間  |
| --------- | -------------------------------------------------- | ------------------ | --------- | ------------------------- | -------------------- | ----- |
| 1.        | 「美苑味」                                         | misono             | TAKUYA    | SJR                       |                      | 1:44  |
| 2.        | 「挫折地点」                                       | misono             | 日向秀和  | 日向秀和                  |                      | 3:46  |
| 3.        | 「二人三脚」                                       | misono             | 清水昭男  | PLECTRUM                  |                      | 4:28  |
| 4.        | 「ギザギザLIFE」                                   | misono、ノマアキコ | 中島優美  | GO!GO!7188                |                      | 5:19  |
| 5.        | 「black & white ～黒いサングラスかけた日から～」   | misono             | 日向秀和  | 日向秀和                  |                      | 3:34  |
| 6.        | 「トライアングル」                                 | misono             | 日向秀和  | 日向秀和                  |                      | 4:37  |
| 7.        | 「ホットタイム」                                   | misono             | 阿部靖広  | 鈴木Daichi秀行            | 弦一徹ストリングス   | 5:04  |
| 8.        | 「夢幻期限」                                       | misono             | 藤井敬之  | 音速ライン、棚橋"UNA"信仁 |                      | 4:18  |
| 9.        | 「おじぃちゃんっこ おばぁちゃんっこ ひなたぼっ子」 | misono             | 日向秀和  | 日向秀和                  |                      | 4:42  |
| 10.       | 「ポチ」                                           | misono             | UMU       | UMU                       |                      | 3:49  |
| 11.       | 「反抗期」                                         | misono             | 高田泰介  | PLECTRUM                  |                      | 2:49  |
| 12.       | 「十人十色」                                       | misono             | 中島優美  | GO!GO!7188                |                      | 4:13  |
| 13.       | 「たまご」                                         | misono             | misono    | 久保田光太郎              |                      | 5:29  |
| 14.       | 「ラストソング 〜生ver.〜」                        | misono             | 藤井敬之  | 音速ライン                |                      | 4:50  |
| 15.       | 「「君と私のうた」」                               | misono             | misono    |                           |                      | 3:49  |
| 合計時間: | 合計時間:                                          | 合計時間:          | 合計時間: | 合計時間:                 | 合計時間:            | 62:31 |

### 解説
1. 美苑味
2. 挫折地点
7thシングルの表題曲。
3. 二人三脚
10thシングルの表題曲。
4. ギザギザLIFE
8thシングルのカップリング曲。
5. black & white ～黒いサングラスかけた日から～
7thシングルのカップリング曲。
6. トライアングル
7. ホットタイム
両A面からなる、5thシングルの表題1曲目。
8. 夢幻期限
9thシングルの表題曲。
9. おじぃちゃんっこ おばぁちゃんっこ ひなたぼっ子
10. ポチ
6thシングルの表題曲。
11. 反抗期
12. 十人十色
8thシングルの表題曲。
13. たまご
14. ラストソング 〜生 ver.〜
9thシングルカップリング曲のアルバムバージョン。
15. 「君と私のうた」

## 参加ミュージシャン
- misono：Vocal (全曲)

support musician
- 日向秀和：Bass & Guitar (#2,5,6,9)、Keyboards (#2,5,6)、Programming & Piano (#9)、Handsclaps (#2)
- 大喜多崇規：Drums (#2,5,6,9)
- PLECTRUM
  - 藤田顕：Guitar & Chorus (#3,11)、Tambourine (#11)
  - 高田泰介：Guitar & Chorus (#3,11)
- GO!GO!7188
  - 中島優美：Guitar & Chorus (#4,12)
  - ノマアキコ：Bass (#4,12)
  - ターキー：Drums (#4,12)
- 音速ライン
  - 藤井敬之：Guitar (#8,14)、Organ (#14)
  - 大久保剛：Bass (#8)
- 鈴木Daichi秀行：Programming & Acoustic Guitar & Bass (#7)
- 西川進：Electric Guitar (#7)
- マサル・ミツ：Electric Guitar (#10)
- 久保田光太郎：Guitar (#13)
- 千ヶ崎学：Bass (#3,11)
- キタダマキ：Bass (#10)
- FIRE：Bass (#13)
- 立井幹也：Drums (#3,11)
- 村石雅行：Drums (#7)
- 吉田良文：Drums (#8)
- 田中元尚：Drums (#10)
- 星山哲也：Drums (#13)
- 杉山卓夫：Piano (#7)
- 浦清英：Piano (#10)
- 弦一徹ストリングス：Strings (#7)
- 井上慎二郎：Programming & All Instruments (#1)
- 棚橋"UNA"信仁：Programming (#8)

## タイアップ
- フジテレビ系列バラエティ番組『志村けんのだいじょうぶだぁII』第92回〜95回エンディングテーマ (#2)
- フジテレビ系列『武=孝太郎』エンディングテーマ (#2)
- バンダイナムコゲームス社製Wii専用ゲームソフト『テイルズ オブ シンフォニア -ラタトスクの騎士-』主題歌 (#3)
- フジテレビ系列情報バラエティ番組『なべあちっ!』エンディングテーマ (#3)
- フジテレビ系列旅番組『孝太郎が行く2』エンディングテーマ (#3)
- フジテレビ系列バラエティ番組『志村屋です。』2008年6月度エンディングテーマ (#3)
- フジテレビ系列料理番組『孝太郎Wキッチン』エンディングテーマ (#8)
- フジテレビ系列バラエティ番組『志村けんのだいじょうぶだぁII』第110回〜114回エンディングテーマ (#8)
- 集英社『MORE』TV-CMソング (#10)